# Засухін Олександр Федосійович

Засу́хін Олекса́ндр Федосі́йович (рос. Засухин Александр Федосеевич; 15 липня 1928) — радянський спортсмен, боксер, дворазовий фіналіст чемпіонату Європи (1953, 1955). Заслужений майстер спорту СРСР (1958), кандидат педагогічних наук, професор.

## Біографія
Народився 15 липня 1928 року в місті Свердловську, нині Єкатеринбург.
Зайняття боксом розпочав під керівництвом тренера Л. М. Вяжлинського. Виступав за спортивне товариство «Динамо».
У 1954 році став переможцем Всесвітніх студентських ігор. Чотири рази ставав чемпіоном СРСР у напівлегкій вазі (1950, 1954, 1956, 1957). Двічі, у 1953 та 1955 роках ставав фіналістом чемпіонату Європи з боксу.
Учасник літніх Олімпійських ігор 1952 року в Хельсінкі (Фінляндія). У першому раунді змагань переміг Серафіна Феррера (Франція), а у другому — поступився британцеві Фредеріку Реадону.
Після закінчення боксерської кар'єри перейшов на тренерську і викладацьку роботу. Надавав методичну допомогу болгарським тренерам і боксерам, за що відзначений орденами і медалями НРБ. Згодом викладав у Краснодарському інституті фізичної культури, кандидат педагогічних наук, професор.